# Golbán
Golbán es un despoblado español del municipio soriano de San Esteban de Gormaz, en la comunidad autónoma de Castilla y León.

## Historia
El lugar, que a mediados del siglo XIX ya estaba despoblado, pertenece al término municipal de San Esteban de Gormaz. Se encuentra en las inmediaciones de localidades como Atauta, Ines, Quintanas Rubias de Abajo y Piquera. Aparece descrito en el octavo volumen del Diccionario geográfico-estadístico-histórico de España y sus posesiones de Ultramar de Pascual Madoz con las siguientes palabras:

GOLBAN: desp. en la prov. de Soria, part. jud. del Burgo de Osma:sit. en llano: confina su térm. N. Atauta; E. Inés; S. Quintana-Rubia de Abajo, y O. Piquera.
(Madoz, 1847, p. 434)